# Agnese d'Assia
Agnese d'Assia (Marburgo, 31 maggio 1527 – Weimar, 4 novembre 1555) era una principessa d'Assia per nascita e per matrimonio elettrice di Sassonia.

## Biografia
Agnese era una figlia del Langravio Filippo I d'Assia e della sua prima moglie Cristina di Sassonia. Sposò il 9 gennaio 1541 il duca e successivamente elettore Maurizio di Sassonia. Da questo matrimonio, ebbe due figli: Anna di Sassonia (23 dicembre 1544 – 18 dicembre 1577) ed Alberto (28 novembre 1545 – 12 aprile 1546). Il matrimonio fra i due non fu combinato dai loro genitori, ma fu una iniziativa di Maurizio e Agnese stessi, che all'epoca era altamente inusuale. Le loro lettere superstiti documentano la costante amicizia e la fiducia reciproca tra gli sposi. Agnese era inoltre a conoscenza dei piani politici del marito. Dopo la morte di sua madre Cristina nel 1549, assunse l'onore di educare i suoi fratelli più piccoli. L'elettore Maurizio morì il 9 luglio 1553 per le ferite riportate nella battaglia di Sievershausen.
Il 26 maggio 1555, Agnese sposò il suo secondo marito, il duca Giovanni Federico II di Sassonia. Era già in cattive condizioni di salute all'epoca, e morì sei mesi dopo per un aborto. Nel coro della chiesa di San Pietro e Paolo a Weimar, tuttavia, un autore sconosciuto dichiara che la sua morte fu dovuta ad avvelenamento. Possiamo solo speculare sulla vera causa della sua morte. Il fatto che Agnese d'Assia si sia sposato all'interno di una famiglia rivale, è coerente con la teoria omicidio: membri del ramo Albertino della casata di Wettin potrebbero averla sospettata di rivelare segreti di Stato al ramo rivale Ernestino.

## Ascendenza
|                              |                         |                                   | Genitori                          |  |  | Nonni |  |  | Bisnonni              |  |  | Trisnonni           |  |
|                              |                         |                                   |                                   |  |  |       |  |  | Ludovico II il Franco |  |  | Ludovico I di Assia |  |
|                              |                         |                                   |                                   |  |  |       |  |  | Ludovico II il Franco |  |  | Ludovico I di Assia |  |
|                              |                         | Anna di Sassonia                  |                                   |  |  |       |  |  | Ludovico II il Franco |  |  |                     |  |
| Guglielmo II d'Assia         |                         |                                   |                                   |  |  |       |  |  | Ludovico II il Franco |  |  |                     |  |
|                              |                         | Matilde di Württemberg            | Ludovico I di Württemberg-Urach   |  |  |       |  |  |                       |  |  |                     |  |
|                              |                         | Matilde di Württemberg            | Ludovico I di Württemberg-Urach   |  |  |       |  |  |                       |  |  |                     |  |
|                              |                         | Matilde di Württemberg            | Matilde del Palatinato            |  |  |       |  |  |                       |  |  |                     |  |
| Filippo I d'Assia            |                         | Matilde di Württemberg            |                                   |  |  |       |  |  |                       |  |  |                     |  |
|                              |                         | Magnus II di Meclemburgo-Schwerin | Enrico IV di Meclemburgo-Schwerin |  |  |       |  |  |                       |  |  |                     |  |
|                              |                         | Magnus II di Meclemburgo-Schwerin | Enrico IV di Meclemburgo-Schwerin |  |  |       |  |  |                       |  |  |                     |  |
|                              |                         | Magnus II di Meclemburgo-Schwerin | Dorotea di Brandeburgo            |  |  |       |  |  |                       |  |  |                     |  |
| Anna di Meclemburgo-Schwerin |                         | Magnus II di Meclemburgo-Schwerin |                                   |  |  |       |  |  |                       |  |  |                     |  |
|                              |                         | Sofia di Pomerania-Wolgast        | Eric II di Pomerania-Wolgast      |  |  |       |  |  |                       |  |  |                     |  |
|                              |                         | Sofia di Pomerania-Wolgast        | Eric II di Pomerania-Wolgast      |  |  |       |  |  |                       |  |  |                     |  |
|                              |                         | Sofia di Pomerania-Wolgast        | Sofia di Pomerania-Stolp          |  |  |       |  |  |                       |  |  |                     |  |
| Agnese d'Assia               |                         | Sofia di Pomerania-Wolgast        |                                   |  |  |       |  |  |                       |  |  |                     |  |
|                              | Alberto III di Sassonia | Federico II di Sassonia           |                                   |  |  |       |  |  |                       |  |  |                     |  |
|                              | Alberto III di Sassonia | Federico II di Sassonia           |                                   |  |  |       |  |  |                       |  |  |                     |  |
|                              | Alberto III di Sassonia | Margherita d'Austria              |                                   |  |  |       |  |  |                       |  |  |                     |  |
| Giorgio di Sassonia          | Alberto III di Sassonia |                                   |                                   |  |  |       |  |  |                       |  |  |                     |  |
|                              |                         | Sidonia di Boemia                 | Giorgio di Boemia                 |  |  |       |  |  |                       |  |  |                     |  |
|                              |                         | Sidonia di Boemia                 | Giorgio di Boemia                 |  |  |       |  |  |                       |  |  |                     |  |
|                              |                         | Sidonia di Boemia                 | Cunegonda di Sternberg            |  |  |       |  |  |                       |  |  |                     |  |
| Cristina di Sassonia         |                         | Sidonia di Boemia                 |                                   |  |  |       |  |  |                       |  |  |                     |  |
|                              |                         | Casimiro IV di Polonia            | Ladislao II Jagellone             |  |  |       |  |  |                       |  |  |                     |  |
|                              |                         | Casimiro IV di Polonia            | Ladislao II Jagellone             |  |  |       |  |  |                       |  |  |                     |  |
|                              |                         | Casimiro IV di Polonia            | Sofia Alšėniškė                   |  |  |       |  |  |                       |  |  |                     |  |
| Barbara Jagellona            |                         | Casimiro IV di Polonia            |                                   |  |  |       |  |  |                       |  |  |                     |  |
|                              |                         | Elisabetta d'Asburgo              | Alberto II d'Asburgo              |  |  |       |  |  |                       |  |  |                     |  |
|                              |                         | Elisabetta d'Asburgo              | Alberto II d'Asburgo              |  |  |       |  |  |                       |  |  |                     |  |
|                              |                         | Elisabetta d'Asburgo              | Elisabetta di Lussemburgo         |  |  |       |  |  |                       |  |  |                     |  |
|                              |                         | Elisabetta d'Asburgo              |                                   |  |  |       |  |  |                       |  |  |                     |  |